# 德里克·马丁努斯
德里克·马丁努斯（英語：Derek Martinus, Derek Buitenhuis,1931年4月4日—2014年3月27日），是一名英国电视、剧场导演。他导演过《警察巡逻车》和《神秘博士》，他自己也出演过一系列电影。
2014年3月27日，马丁努斯因阿兹海默症去世，享年82岁